# Non-Stop (Kirgizische band)
Non-Stop was een Kirgizische muziekgroep die op 17 januari 2011 tijdens een tv-programma werd opgericht. De groep maakt en speelt vooral popmuziek. Tsjolpon Talipbekova en Maksat Sadyrbekov waren de leden van de originele opstelling.

## Geschiedenis

### Tijdperk Talipbekova en Sadyrbekov
Tijdens het tv-programma Super Star werd Non-Stop gevormd. Talipbekova en Sadyrbekov moesten tijdens dit programma samenwerken en uiteindelijk groeide Non-Stop daaruit voort. De naam van de groep komt voort uit hun eerste gezamenlijk gezongen liedje, Non Stop dat door hun coach Oermat Oesenov werd geschreven.
De groep verwierf pas echte nationale bekendheid door hun single Biyiktik. Dit lied werd een ware hit in Kirgizië. Een jaar later werd de groep uitgekozen om hun vaderland te vertegenwoordigen op het Türkvizyonsongfestival 2014. De groep nam deel aan het festival met het Kirgizische lied Seze bil. De halve finale werd met een zesde plaats ruimschoots overleefd en ook in de finale deed Non-Stop het goed: de groep behaalde een vierde plaats. Non-Stop verwierf grote internationale bekendheid door hun deelname aan het festival. Deze bekendheid werd alleen maar vergroot door hun single Aldaba. Dit lied stond op de eerste plaats in de hitlijsten in Kirgizië, Kazachstan en Oezbekistan.
In december 2017 werd bekend dat de toenmalige bezitting die bestond uit Tsjolpon Talipbekova en Maksat Sadyrbekov zou worden vervangen door nieuwe leden die later die maand gekozen zouden worden. Talipbekova maakte bekend dat ze samen met Sadyrbekov het contract had beëindigd, omdat de groep naar hun mening een nieuwe bezetting nodig had.

### Nieuw tijdperk
Op 15 december 2017 werden er audities gehouden om de nieuwe bezetting voor de groep te vinden. Deze audities vonden in de Kirgizische hoofdstad Bisjkek plaats. Alle deelnemers moesten tussen de 18 en 22 jaar zijn en kennis hebben van de Russische en de Kirgizische taal. De audities verliepen onsuccesvol, er werden geen nieuwe leden gevonden en het concept werd daardoor uiteindelijk niet voortgezet.

## Discografie

### Albums
- Non Stop Music (2016)

### Singles
- Kyrgyzstanym (2011)
- Zjalgyz sen (2012)
- Zjoergoem saga (2012)
- Kyzdar aj, baldar aj (2013)
- Biyiktik (2013)
- Ak soejdoe-oe (2013)
- Seze bil (2014)
- Aldaba (2016)
- Gde zje ty? (2017)
- Zjanyma kel (2017)

2013: Çoro · 
2014: Non-Stop · 
2015: Jiidesh İdirisova ·
2020: Aiganysh Abdieva